# Jean-Patrick Manchette
Jean-Patrick Manchette, né le 19 décembre 1942 à Marseille et mort le 3 juin 1995 à Paris 12e, est un écrivain français, auteur de romans policiers, critique littéraire et de cinéma, scénariste et dialoguiste de cinéma, et traducteur.
Considéré comme l'un des auteurs les plus marquants du polar français des années 1970-1980, il est également connu pour ses opinions libertaires d'extrême gauche, proches de l'Internationale situationniste. Sur la couverture de la plupart de ses ouvrages, il est crédité en tant que J.P. Manchette, ou J-P Manchette.

## Biographie

### Jeunesse et débuts professionnels
Né à Marseille, où la guerre a temporairement conduit ses parents, Jean-Patrick Manchette passe la majeure partie de son enfance et de son adolescence à Malakoff, dans la banlieue sud de Paris. Issu d'une famille relativement modeste (un père ouvrier devenu cadre, une mère au foyer), il se montre bon élève et témoigne dès son plus jeune âge d'un goût très vif pour l'écriture. Au cours de son enfance, puis de son adolescence, il écrit des centaines de pages où les pastiches de mémoires de guerre ou de romans de science-fiction cèdent peu à peu la place à des tentatives de romans policiers et de romans noirs.
Lecteur boulimique, passionné par le cinéma américain et le jazz (il joue lui-même du saxophone alto), il deviendra également fervent praticien du jeu d'échecs et des jeux de stratégie en général. Destiné par ses parents à une carrière d'enseignant, il abandonne à leur grand désarroi ses études sans obtenir aucun diplôme, pour tenter de vivre de sa plume. Il enseigne un semestre le français en Angleterre, dans un collège pour aveugles de Worcester, puis revient en France.
Militant d'extrême-gauche pendant la guerre d'Algérie et auteur d'articles et de dessins pour le journal La Voie communiste, il s'écarte ensuite de l'action sur le terrain et se voit fortement influencé par les écrits de l'Internationale situationniste.
Son ambition initiale est de devenir scénariste pour le cinéma. Dans l'espoir d'y parvenir, il se lance dès 1965 dans une série de travaux alimentaires nombreux et variés : scénarios de courts-métrages, écriture de synopsis, puis de deux films sexy pour Max Pécas (Une femme aux abois / La Prisonnière du désir et La Peur et l'Amour). En 1968, il rencontre son premier succès en rédigeant, avec Michel Levine, les scénarios et dialogues de onze épisodes de la série télévisée Les Globe-trotters réalisée par Claude Boissol. Parallèlement, il écrit des novélisations de films à succès (Mourir d’aimer, Sacco et Vanzetti), et d’épisodes des Globe-trotters, des romans pour la jeunesse, des romans d'espionnage, etc. Seul ou avec son épouse Mélissa, il s'attaque également à la traduction de nombreux ouvrages de langue anglaise, majoritairement des romans policiers ou des livres sur le cinéma (mémoires de Pola Negri, biographies de Humphrey Bogart ou des Marx Brothers…).
Mais ces travaux ne le rapprochent guère de la carrière à laquelle il aspire. L'idée d'écrire des romans lui apparaît alors comme une nécessité car il pense que, ses livres publiés, le cinéma s'y intéressera peut-être. Il considère en ce sens l'écriture de son premier roman comme un point de passage obligé vers le cinéma.

### Œuvres romanesques (années 1970)
C'est assez logiquement que Manchette se tourne vers le roman noir, car il est déjà féru de ce genre littéraire et apprécie l'écriture « behavioriste » ou comportementaliste chère au romancier américain Dashiell Hammett. Dans ce style d'écriture, seuls les comportements, les actes et les faits sont décrits mais presque jamais les sentiments et les états d'âme. Il appartient au lecteur, à partir des fragments visibles du puzzle, de tirer la vision d'ensemble et d'entendre, par-delà les mots, ce qui n'a pas été dit.
Ayant adressé son premier manuscrit, L'Affaire N'Gustro, aux éditions Albin Michel fin 1969, il se voit orienté par l'éditrice et écrivaine Dominique Aury vers la collection Série noire que dirige Marcel Duhamel aux éditions Gallimard. Son travail y est accueilli avec intérêt, mais on lui demande des retouches ; il les exécute dans les mois qui suivent, tout en travaillant sur un autre roman en collaboration. Neuf des onze romans de Manchette seront édités dans la Série noire.

En février 1971 paraît ainsi un premier roman, Laissez bronzer les cadavres !, écrit à quatre mains avec Jean-Pierre Bastid, puis deux mois après, un second, L'Affaire N'Gustro,,. 

« [Dans L'Affaire N'Gustro,] j'avais pris le point de vue d'un « fasciste », pour me distancier, comme on dit à Vincennes, ça a un peu agacé les lecteurs de la Série noire, qui n'ont pas très bien compris si j'étais d'extrême droite ou non. »

Ces livres marquent le coup d'envoi de ce que Manchette lui-même baptisera par la suite le « néo-polar », genre en rupture radicale avec la Série noire française des années 1950-1960. En s'appuyant sur la pensée situationniste, Manchette utilise la forme du roman policier comme tremplin à la critique sociale : le roman noir renoue ici avec sa fonction originelle. Pour François Guérif « l'arrivée de Manchette va faire l'effet d'une énorme claque dans la gueule, il va remettre la contestation sociale au centre du polar. » Le pittoresque de Pigalle et de ses truands cède la place à la France moderne des années 1970, avec son contexte politique et social spécifique. Cette tendance s’affirme clairement dans L'Affaire N'Gustro, récit directement inspiré de l’enlèvement, en 1965 à Paris, de Mehdi Ben Barka, leader de l’opposition marocaine, par les services de sécurité marocains avec la complicité du pouvoir français.
En 1972, Manchette publie Ô dingos, ô châteaux !, roman dans lequel une jeune nurse et un garçonnet, fils de milliardaire, sont pourchassés par un tueur psychopathe et ses complices. Cette poursuite ponctuée d'éclats de violence est aussi l'occasion d'une peinture au noir de la société de consommation. Le roman obtiendra le grand prix de littérature policière 1973.
En 1972 également paraît Nada qui relate l’enlèvement d’un ambassadeur américain par un petit groupe d'anarchistes, puis la destruction de ce groupe par la police. Dans ce livre, le plus directement politique de Manchette, l'auteur se penche sur l'erreur que représente le terrorisme d'extrême gauche : « Le terrorisme gauchiste et le terrorisme étatique, quoique leurs mobiles soient incomparables, sont les deux mâchoires du même piège à cons… » déclare le personnage central, Buenaventura Diaz. Le roman est adapté au cinéma par Claude Chabrol.

Dans son Journal 1966-1974, Manchette écrit, le dimanche 7 mai 1972, à propos de Nada : 

« J'ai eu ce soir une discussion intéressante avec Melissa qui, de fait, pensait que mes personnages de desperados étaient en quelque mesure des « héros positifs ». J'ai tâché de la détromper en exposant qu'ils représentent politiquement un danger public, une véritable catastrophe pour le mouvement révolutionnaire. J'ai exposé que le naufrage du gauchisme dans le terrorisme est le naufrage de la révolution dans le spectacle. »

Après l'exercice de style que constitue L'Homme au boulet rouge, en collaboration avec Barth Jules Sussman, amusante novélisation d’un scénario de western américain, viennent deux romans utilisant le personnage d'Eugène Tarpon, Morgue pleine et Que d'os !. Tarpon est un détective privé à la française, ancien gendarme responsable de la mort d'un manifestant et rongé par le remords, qui jette sur le monde un regard désabusé et se trouve mêlé à des affaires fort embrouillées.
En 1976 paraît Le Petit Bleu de la côte ouest, qui suscite à sa sortie des articles de presse revenant sur « le malaise des cadres » dans les sociétés libérales. Dans ce livre, Georges Gerfaut, cadre commercial, témoin d’un meurtre, devient à son tour la cible des assassins. Il abandonne abruptement sa famille et sa vie trop parfaite avant de rentrer au bercail, une fois ses poursuivants éliminés, car au fond, il ne sait que faire d'autre. Jalonné de références au jazz West Coast et rempli de morceaux de bravoure, ce roman reste l'un des chefs-d'œuvre de Manchette.
Vient ensuite Fatale, l'histoire d'Aimée Joubert, une tueuse à gages fragile qui affronte les notables d'une petite ville côtière. Le livre, refusé par la Série noire pour manque d'action, paraît hors collection chez Gallimard. Manchette explique qu’il a tenté dans ce « roman expérimental » de mettre en parallèle la dégradation idéologique du marxisme à la fin du XIXe siècle et la décadence du style flaubertien à la même époque, et précise que « ce n’est pas vraiment un sujet de polar. Je ne le ferai plus. »
En 1981, dans La Position du tireur couché, nouvelle expérience radicale d'écriture behavioriste à partir d'un thème classique, Martin Terrier, jeune tueur à gages désireux de prendre sa retraite, est de nouveau victime du monde qui l'entoure. Sa tentative de retour au pays tourne court, et son image d’aventurier se dégrade à mesure qu’il perd sa maîtresse, son argent, son ami, son adresse au tir. Ce roman est adapté une première fois au cinéma en 1982 sous le titre Le Choc avec Alain Delon dans le rôle principal. Il est adapté une deuxième fois en 2015 sous le titre de The Gunman avec Sean Penn et Javier Bardem.

### Après 1981
Dans les années qui suivent, cependant qu'il est régulièrement identifié par la presse comme le père spirituel du courant néo-polar, Manchette ne publie plus de romans, mais il continue à écrire pour le cinéma ou la télévision, à traduire et à rédiger ses chroniques sur le roman policier. Il pense avoir conclu un cycle avec son dernier roman, qu'il conçoit comme une « fermeture » de son travail sur le champ du roman noir. Manchette explique dans une lettre de 1988 à un journaliste : 

« Après cela, comme je n'avais plus à appartenir à aucune sorte d'école littéraire, je suis entré dans un secteur de travail bien différent. En sept ans, je n'ai pas encore fait quelque chose de satisfaisant. J'y travaille encore. »

À partir de 1996, après sa mort, paraissent plusieurs ouvrages qui témoignent de son activité durant les années où il n'a pas publié, en particulier le roman inachevé La Princesse du Sang, thriller planétaire entamé en 1989, qui devait marquer le début d'un nouveau cycle romanesque intitulé Les gens du Mauvais Temps et voir s'ouvrir une autre phase de la carrière de Manchette, tournée vers une relecture sur le mode romanesque de l'histoire contemporaine depuis l'après-guerre.

### Travaux pour le cinéma
À partir de 1973, Manchette travaille régulièrement pour le cinéma comme adaptateur, scénariste et dialoguiste. Parmi ses travaux, Nada (Claude Chabrol, 1973) adapté de son propre roman, L’Agression (Gérard Pirès, 1974), L'Ordinateur des pompes funèbres (Gérard Pirès, 1976), La Guerre des polices (Robin Davis, 1979), Trois Hommes à abattre (Jacques Deray, 1980), Légitime Violence (Serge Leroy, 1982), La Crime (Philippe Labro, 1983).
En 1974, il travaille avec Abel Paz, Raoul Vaneigem et Mustapha Khayati sur un projet de film portant sur la Révolution sociale espagnole de 1936 et la vie de Buenaventura Durruti.
Par ailleurs, plusieurs de ses romans sont portés à l'écran, dont trois pour Alain Delon, mais après Nada qui ne le satisfait pas entièrement, Manchette refuse de travailler sur ces adaptations. En effet, Claude Chabrol coupe au montage une phrase du communiqué du groupe Nada où sont attaqués le Parti communiste et L'Humanité. Manchette estime que le message du roman est dénaturé et il désavoue le film.
Il considère la vente de ses droits au cinéma comme le moyen de financer son activité d'auteur. Son intérêt pour l'écriture cinématographique et son sens du dialogue l'amènent toutefois à se trouver sollicité pour de nombreux projets de films d'un intérêt très inégal, souvent adaptés d'autres auteurs de romans noirs (William Irish, Hillary Waugh, Wade Miller, etc). Il écrira ainsi un grand nombre de sujets et de scénarios sur commande, dont beaucoup ne verront pas le jour. Il travaille occasionnellement pour la télévision, par exemple à la collection de fictions TV « Série Noire » au début des années 1980, écrivant deux téléfilms de la série et presque tous les textes de présentation des épisodes, dits par le comédien Victor Lanoux qui incarne un détective privé.

### Autres travaux littéraires
La traduction est une activité que Manchette juge noble et qu'il pratique tout au long de sa vie : entre 1970 et 1995, il signe au total une trentaine de traductions, parmi lesquelles des romans de Donald E. Westlake, Robert Littell, Robert Bloch ou Margaret Millar, plusieurs titres de Ross Thomas ainsi que le comic Watchmen.
Il s'est aussi essayé au scénario de bande dessinée avec l'album Griffu, réalisé avec Jacques Tardi, au récit pour la jeunesse ; il a écrit des préfaces, des notes de lecture, des nouvelles et une pièce de théâtre.
Parallèlement à ses romans et à ses travaux pour le cinéma, Manchette a également tenu un abondant journal intime de 1965 à 1995, qui forme au total un ensemble de plus de cinq mille pages manuscrites.

### Chroniqueur
Parmi ses multiples autres activités, Manchette a aussi été directeur de la collection de science-fiction « Futurama » (Presses de la Cité, 1975-1981), chroniqueur des jeux de l'esprit (Métal hurlant, 1977-1979) sous le pseudonyme du Général-Baron Staff, rédacteur en chef de l'hebdomadaire BD (1979-1980), critique de cinéma (Charlie Hebdo) bien que ne se donnant pas toujours la peine de voir les films dont il parle, et surtout auteur de chroniques sur le roman noir (Charlie Mensuel, 1977-1981) sous le pseudonyme de Shuto Headline. Avec ses chroniques sur le roman policier et ses Notes noires, parues dans la revue Polar (1982-1983 et 1992-1995), il s’est confirmé comme un théoricien majeur de la littérature de genre. Une collection de science-fiction, baptisée « Chute libre » par Jean-Patrick Manchette et dirigée par Jean-Claude Zylberstein, exista également de 1974 à 1978 aux Éditions Champ Libre.

### Maladie et décès
Jean-Patrick Manchette souffre, entre 1982 et 1989, de symptômes notables d'agoraphobie, qui le laissent la plupart du temps retranché dans son appartement du 12e arrondissement de Paris. Grand fumeur depuis l'âge de treize ans, il contracte en 1991 un cancer du pancréas, est opéré, connaît une période de rémission, puis en 1993, le cancer s'étend aux poumons. Il en meurt le 3 juin 1995 à Paris, à l'hôpital Saint-Antoine.

## Œuvre

### Principaux romans
- Laissez bronzer les cadavres !, coécrit avec Jean-Pierre Bastid, Gallimard, « Série noire » no 1394 (1971) ; rééd. « Carré noir » no 429 (1982) ; « Folio » no 1854 (1987) ; « Folio policier » no 388 (2005)
- L'Affaire N'Gustro, Gallimard, « Série noire » no 1407 (1971) ; rééd. « Carré noir » no 390 (1981) ; « Folio policier » no 75 (2001)
- Ô dingos, ô châteaux !, Gallimard, « Série noire » no 1489 (1972) ; rééd. « Carré noir » no 209, sous le titre Folle à tuer (1975) ; « Folio » no 1815 (1987) ; « Folio policier » no 257 (2002)
- Nada, Gallimard, « Série noire » no 1538 (1972) ; rééd. « Carré noir » no 152 (1973) ; « Folio policier » no 112 (1999)
- L'Homme au boulet rouge, en collaboration avec Barth Jules Sussman, Gallimard, « Série noire » no 1546 (1972) ; rééd. « Carré noir » no 451 (1982) ; « Folio policier » no 444, préfacé par Doug Headline (2006)
- Morgue pleine, Gallimard, « Série noire » no 1575 (1973) ; rééd. « Carré noir » no 511, sous le titre Polar (1984) ; « Folio » no 1933 (1988) ; « Folio policier » no 89 (1999)
- Que d'os !, Gallimard, « Super noire » no 51 (1976) ; rééd. « Carré noir » no 487 (1983) ; « Folio » no 1992 (1988) ; « Folio policier » no 121 (2000)
- Le Petit Bleu de la côte ouest, Gallimard, « Série noire » no 1714 (1976) ; rééd. « Carré noir » no 368, sous le titre Trois Hommes à abattre (1980) ; « Folio » no 2250 (1991) ; « Folio policier » no 23 (1998)
- Fatale, Gallimard, hors collection (1977) ; rééd. « Folio » no 1502 (1983) ; « La Noire », préfacé par Jean Echenoz (1996) ; « Folio policier » no 44 (1998)
- La Position du tireur couché, Gallimard, « Série noire » no 1856 (1981) ; rééd. « Carré noir » no 562 (1985) ; « Folio policier » no 4 (1998)
- La Princesse du sang, Rivages, « Thriller » (1996) ; réédition, « Rivages/Noir » (1999) ; « Folio policier » no 382, préfacé par Doug Headline (2005)

Le volume Romans noirs (Gallimard, coll. « Quarto », 2005) réunit tous les romans (excepté L'Homme au boulet rouge) et une bio-filmographie, des fragments de projets inachevés, des notes, des extraits du journal de l'auteur.

### Novélisations
- Mourir d’aimer, novélisation (sous le pseudonyme de Pierre Duchesne) Solar (1971), rééd. PP no 921 (1972)
- Sacco et Vanzetti, novélisation (sous le pseudonyme de Pierre Duchesne) Solar (1971) ; rééd. PP no 900 (1972)

### Roman de science-fiction illustré
- Melanie White, illustrations de Serge Clerc, coll. « Éclipse », Hachette, 1979 ; rééd. in Cache ta Joie !, Rivages (1999)

### Romans pour la jeunesse et romans d'espionnage
- Les Globe-trotters : Objectif Mexico (en collaboration avec Michel Levine) Presses de la Cité, coll. « Rouge & Or » no 262 (1968)
- Les Globe-trotters : Des Andes à l’Amazonie (en collaboration avec Michel Levine) Presses de la Cité, coll. « Rouge & Or » no 268 (1968)
- Les Têtes brûlées, Aventures Pocket no 4, Presses Pocket (1969)
- Les Têtes brûlées foncent tête baissée, Aventures Pocket no 8, Presses Pocket (1969)
- Têtes brûlées contre zombies, Aventures Pocket no 11, Presses Pocket (1970)
- Les Criminels de glace, chasse aux nazis en Amérique du Sud, récit, signé Erich Erdstein, Solar (1970)
- Le Cabochard, série d'espionnage, 6 volumes en collaboration avec Michel Levine, manuscrits perdus (1970)
- Folie noire, signé Sylvette Cabrisseau, Presses de la Cité, coll. « Un mystère » no 111 (1970)
- Panthère noire, signé Sylvette Cabrisseau, Presses de la Cité, coll. « Espiorama » no 4 (1971)

### Livre érotique
- Les Chasses d’Aphrodite, sous le pseudonyme de Zeus de Castro (en collaboration avec Michel Levine), Régine Deforges (1970)

### Scénario de bande dessinée
- Griffu, scénario de Manchette, dessins de Jacques Tardi, Éditions du Square (1978) ; rééd. : Dargaud, 1982 ; Casterman 1996

### Divers
- Le Discours de la méthode, nouvelle, revue Polar no 12, juin 1980
- Noces d'Or, ouvrage collectif pour le cinquantenaire de la Série noire, Gallimard ; le premier chapitre, Mise à feu est écrit par Manchette (1995)

### Correspondance
- Correspondance, volume 1, Champ libre, 1978 ; rééd. éditions Ivrea, 1996 Recueil de lettres  adressées par l'éditeur à plusieurs auteurs. Contient un échange de lettres polémiques entre Jean-Patrick Manchette et l'éditeur Gérard Lebovici (page 93 et suivantes).
- Lettres du mauvais temps. Correspondance 1977-1995 (sélection de sa correspondance[12]), La Table Ronde coll. « Vermillon » (2020)  (ISBN 979-1037104755)

### Autres publications posthumes
Après son décès sont parus son ultime roman inachevé, La Princesse du sang (1996), ainsi que des recueils de ses articles sur le roman policier (Chroniques, 1996), de ses chroniques de cinéma (Les Yeux de la momie, 1997) et de ses nouvelles accompagnées de son unique pièce de théâtre, Cache ta joie ! (1999), des extraits de romans abandonnés comme Iris (1997), un scénario inédit (Mésaventures et décomposition de la Compagnie de la Danse de Mort, écrit en 1968, publié en 2008 dans la revue Temps noir, réédité aux éditions de la Table Ronde en 2020) et un volume de son Journal couvrant les années 1966 à 1974. La Nouvelle Revue française (octobre 2008, no 587) a publié des Notes noires inédites suivi de Mise à feu, la dernière fiction qu'il a écrite avant sa mort.
- Chroniques, recueil de textes sur le roman policier, Rivages, coll. « Écrits noirs » (1996) ; rééd. Rivages/Noir no 488 (2003)
- Les Yeux de la momie, recueil des chroniques de cinéma, Rivages, coll. « Écrits noirs » (1997) ; rééd éditions Wombat (2020)
- Cache ta joie !, théâtre et nouvelles, Rivages, coll. « Écrits noirs » (1999) ; rééd. Rivages/Noir no 606 (2006)
- Journal 1966-1974, Gallimard (2008) ; rééd. coll. « Folio » (2015)
- Notes noires suivi de Mise à feu, La Nouvelle Revue française, no 587 (2008)
- Chroniques cinéma, recueil d'extraits des chroniques de cinéma, Rivages/Noir no 976 (2015)
- Play it again, Dupont ! (chroniques de jeux 1977-1980), éditions de la Table ronde (2020)
- Derrière les lignes ennemies (entretiens publiés entre 1973 et 1993), éditions de la Table ronde (2023)

## Filmographie

### Comme acteur
- Bartleby (Jean-Pierre Bastid, 1969)
- Les Petits Enfants d'Attila (Jean-Pierre Bastid, 1972)

### comme scénariste ou dialoguiste

#### Principaux films
- 1966 - La Peur et l'Amour (Max Pécas) : scénario et dialogues, avec Jean-Pierre Bastid et Max Pécas
- 1967 - Salut les copines réalisé par Jean-Pierre Bastid sous le pseudonyme de Michelangelo Astruc : coscénariste avec Jean-Pierre Bastid
- 1967 - Une femme aux abois (Max Pécas) : scénario et dialogues (avec Max Pécas)
- 1968 - Le Socrate (Robert Lapoujade) dialogues (avec Colette Audry)
- 1972 - Les Petits-enfants d'Attila (Jean-Pierre Bastid) : scénario et dialogues (non crédité à sa demande)
- 1972 - Ras l'bol (Michel Huisman) : scénario (avec Michel Huisman et Jean-Marie Vervisch)
- 1974 - L'Agression (Gérard Pirès) : adaptation (avec Gérard Pirès)
- 1975 - L'Ordinateur des pompes funèbres (Gérard Pirès) : adaptation (avec Gérard Pirès)
- 1979 - La Guerre des polices (Robin Davis) : adaptation et dialogues (avec Patrick Laurent)
- 1981 - Les Maîtres du temps (René Laloux) : dialogues
- 1982 - Légitime Violence (Serge Leroy) : scénario (avec Patrick Laurent)
- 1983 - La Crime (Philippe Labro) : adaptation et dialogues (avec Philippe Labro)
- 1989 - Cher Frangin (Gérard Mordillat) : sujet et scénario original (non crédité) (avec Jean-Marie Estève)

#### Télévision
- 1968 - Série Les Globe-trotters (Claude Boissol) 3e série, scénario et dialogues de onze épisodes (avec Michel Levine)
- 1979 - Série Histoires insolites, téléfilm Une dernière fois Catherine (Pierre Grimblat) : adaptation et dialogues, d'après William Irish
- 1984 - Aveugle, que veux-tu ?, téléfilm (Juan-Luis Bunuel): scénario, adaptation et dialogues (avec Juan-Luis Bunuel), d'après Robert Destanque
- 1984-1991 - Collection Série noire : textes de présentation des téléfilms.
- 1985 - Série Le Tiroir secret (Édouard Molinaro) : scénario d'un épisode sur les six.
- 1987 - Noces de plomb, téléfilm (Pierre Grimblat) : adaptation et dialogues, d'après Hillary Waugh
- 1994 - Match / Deux millions de dollars dans un fauteuil (Yves Amoureux) : adaptation et dialogues (avec Jean-Pierre Fongea et Jacques Labib)

## Adaptations de l’œuvre

### Par Manchette
- Nada, Claude Chabrol, scénario et adaptation Jean-Patrick Manchette et Claude Chabrol, 1973

### Autres adaptations cinématographiques des romans
- Folle à tuer (1975), (Yves Boisset), adapté de Ô dingos, ô châteaux !
- Trois Hommes à abattre (1980), (Jacques Deray), adapté de Le Petit Bleu de la côte ouest
- Pour la peau d'un flic (1981), (Alain Delon), adapté de Que d'os !
- Le Choc (1982), (Robin Davis), adapté de La Position du tireur couché
- Polar (1983), (Jacques Bral), adapté de Morgue pleine
- Gunman (2015), (Pierre Morel), adapté de La Position du tireur couché
- Laissez bronzer les cadavres (2017), Hélène Cattet et Bruno Forzani, adapté du roman du même nom

### Adaptations des romans en bande dessinée
En 2009, Doug Headline, fils de Jean-Patrick Manchette, fait paraître une adaptation en bande dessinée de La Princesse du sang (sur des dessins de Max Cabanes) dont il a achevé le scénario d'après la trame rédigée par son père.
- Le Petit Bleu de la Côte Ouest, adaptation en bande dessinée par Jacques Tardi, Les Humanoïdes Associés (2005) ; rééd. Futuropolis (2008)
- La Position du tireur couché, adaptation en bande dessinée par Jacques Tardi, Futuropolis (2010)
- La Princesse du sang, adaptation en bande dessinée par Max Cabanes et Doug Headline, Dupuis (tome 1, 2009 ; tome 2, 2011)
- Asdiwal, l'Indien qui avait faim tout le temps, conte illustré par Loustal, Gallimard Jeunesse (2011)
- Ô dingos, ô châteaux, adaptation en bande dessinée par Jacques Tardi, Futuropolis (2011)
- Fatale, adaptation en bande dessinée par Max Cabanes & Doug Headline, Dupuis (2014)
- Nada, adaptation en bande dessinée par Max Cabanes & Doug Headline, Dupuis (2018)
- Morgue pleine, adaptation en bande dessinée par Max Cabanes & Doug Headline, Dupuis (2021)

## Prix
- Grand prix de littérature policière 1973 pour Ô dingos, ô châteaux ![14]

### Radio
- « Jean-Patrick Manchette (1942-1995), le maître du "nouveau polar" français » sur France Culture, le 14 août 2022